# Szejk (film)
Szejk (ang. The Sheik) – amerykański film z 1921 roku w reżyserii George’a Melforda. Adaptacja powieści E.M. Hull o tym samym tytule.

## Fabuła
W północnoafrykańskim mieście Biskira Lady Diana Mayo z Londynu odrzuca propozycję małżeństwa i chcąc pozostać niezależną, planuje miesięczną wyprawę na pustynię w towarzystwie tylko Arabów. W miejscowym kasynie poznaje ważnego szejka Ahmeda Ben Hassana. Szejk porywa ją podczas jej wycieczki i więzi. Szejk studiował w Paryżu, w jego otoczeniu jest francuski służący oraz Raoul de Saint Hubert, francuski pisarz i lekarz.
Diana dwukrotnie próbuje uciekać, raz trafiając na burzę piaskową, a raz na bandytów. Szejk ratuje ją zawsze i stopniowo zaczyna ona mieć dla niego cieplejsze uczucia. Diana zostaje porwana przez bandę Omaira, potem odbita przez szejka, który odnosi poważną ranę. Okazuje się, że szejk jest synem Brytyjczyka i Hiszpanki, którzy zginęli na pustyni, a jego wychował stary szejk, potem został jego następcą. Diana wyznaje mu miłość, którą i on od dawna odczuwa.

## Obsada
- Rudolph Valentino – szejk Ahmed Ben Hassan
- Agnes Ayres – Diana Mayo
- Ruth Miller – Zilah
- George Waggner – Yousaef
- Frank Butler – sir Aubrey Mayo, brat Diany
- Charles Brinley – Mustapha Ali
- Lucien Littlefield – Gaston
- Adolphe Menjou – Raoul de Saint Hubert
- Walter Long – Omair

## Wyróżnienia
| Rok wyróżnienia | Amerykański Instytut Filmowy                                   | Miejsce     |
| --------------- | -------------------------------------------------------------- | ----------- |
| 2002            | Lista 100 najlepszych amerykańskich melodramatów wszech czasów | 80. miejsce |